# Биснек, Рейн Рейнович
 Биснек Рейн Рейнович ( 08 (20).01.1863—05.03.1920 ) — российский военачальник, генерал-майор, герой Первой мировой войны.

## Биография
Получил домашнее образование. В службу вступил 25.11.1882. В 1886 году окончил Рижское пехотное юнкерское училище по 2-му разряду. В 1886 году выпущен был подпрапорщиком в Юрьевский 98-й пехотный полк, в этом же году произведён в подпоручики. В 1890 году произведён в поручики, в 1900 году в штабс-капитаны, в 1901 году в капитаны
Участник Русско-японской войны, был контужен.За отвагу во время войны был награждён орденами Святого Станислава 2-й степени с мечами, Святой Анны 3-й степени с мечами и бантом и 2-й степени с мечами, Святого Владимира 4-й степени с мечами и бантом.
С 1909 года был командиром роты в Александропольском 161-м пехотном полку.

### Первая мировая война
Участник Первой мировой войны с 1914 года, в том же полку. 2 мая 1915 года за храбрость был награждён Георгиевским оружием:
за то, что, командуя 161 пехотным Александропольским полком с приданными к нему двумя лёгкими батареями, при наступлении дивизии к Ченстохову в боях с 1 по 4 ноября 1914 года с боя овладел укреплёнными позициями немцев у дд. Красице и Завады, доведя у Завад полк до штыкового удара; занятые позиции удержал за собой до окончания Ченстоховской операции, т.е. в период с 4 ноября по 1 декабря, лично находясь в передовом окопе, в условиях несомненной опасности и не только отбивая неоднократные атаки превосходных сил противника (примерно до бригады пехоты, имея в своём участке полк слабого состава и 2-х лёгких батарей), но и контратакой овладел важными для нас высотами с дв. Вал и дв. Храпон, которые также удержал за собой до конца боя
.
В 1915 году произведён в полковники. 13 апреля 1916 года назначен командиром 164-го пехотного Закатальского полка, а 12 апреля 1917 года командиром бригады 160-й пехотной дивизии. 15 июня 1917 года произведён в генерал-майоры.
24 ноября 1917 года за храбрость был награждён орденом Святого Георгия 4-й степени:
за то, что в бою 18 августа 1916 года у д. Садки, искусно  руководя действиями своего полка и находясь всё время в сфере действительного артиллерийского и ружейного огня противника, овладел сильно укреплённой и упорно обороняемой позицией противника в районе высот 350, 306 и деревни Хорожанки. Отбил контратаку германцев со стороны леса, что восточнее д.Хорожанки, а с овлодением этой деревней оказал ценную поддержку находящимся с лева и с права дивизиям, захватив при этом 16 действующих пулемётов, 4 бомбомёта, 1 траншейное орудие и пленными 15 офицеров и 1389 австро-германцев
.

### Последующая жизнь
В годы Гражданской войны с 1 февраля 1919 года был начальником гарнизона города Барнаула. Затем был уполномоченным командующего Омского военного округа по охране государственного порядка и общественного спокойствия, начальником Барнаульского военного района.
В 1920 году был арестован сотрудниками ВЧК по обвинению в службе в армии адмирала Колчака и подавлении крестьянских восстаний.
Постановлением Ревтребунала 5-й армии от 4 марта 1920 года приговорён к расстрелу, в этот же день приговор приведён в исполнение.

## Награды
- Орден Святого Станислава 3-й степени (1890 год);
- Орден Святой Анны 3-й степени с мечами и бантом (1904 год);
- Орден Святого Станислава 2-й степени с мечами (1905 год);
- Орден Святой Анны 2-й степени с мечами (1905 год);
- Орден Святого Владимира 4-й степени с мечами и бантом (1905 год);
- Георгиевское оружие (ВП 02.05.1915 года);
- Орден Святого Владимира 3-й степени с мечами (03.08.1915 года);
- Орден Святого Георгия 4-й степени (ВП 24.11.1917 года);